# Ochetarcha miraculosa
Ochetarcha miraculosa es una especie de polilla tortrícida del género Ochetarcha, categorizada en la tribu Archipini, de la subfamilia Tortricinae.

## Taxonomía
Se atribuye su descripción al entomólogo de origen inglés Edward Meyrick, quien la citó por primera vez en 1917.  La especie aparece en Transactions of the New Zealand Institute, 49: 246, publicada en 1947.

## Distribución
La especie se distribuye por Nueva Zelanda, en Wainuiomata, Wellington.